# Головин, Пётр Васильевич
Пётр Васи́льевич Голови́н (1916—1981) — советский хозяйственный деятель, Герой Социалистического Труда.

## Биография
Родился в 1916 году в Екатеринославе. Член КПСС.
С 1933 года — на хозяйственной работе. В 1933—1976 годах — токарь-лекальщик, участник боёв у озера Хасан, участник Великой Отечественной войны, начальник участка на заводе № 586 министерства вооружения СССР, начальник цеха Южного машиностроительного завода министерства общего машиностроения СССР.
Указом Президиума Верховного Совета СССР от 23 июля 1969 года присвоено звание Героя Социалистического Труда с вручением ордена Ленина и золотой медали «Серп и Молот».
Умер в Днепропетровске в 1981 году.